# Grödner Dolomiten
Grödner Dolomiten ist eine zusammenfassende Bezeichnung für mehrere Untergruppen der Dolomiten, die sich um Gröden in Südtirol gruppieren. Es handelt sich dabei um:
- die Geislergruppe
- die Langkofelgruppe
- die Puezgruppe
- die Schlerngruppe
- die Sella